# Leonid Leonidowitsch Kruglow

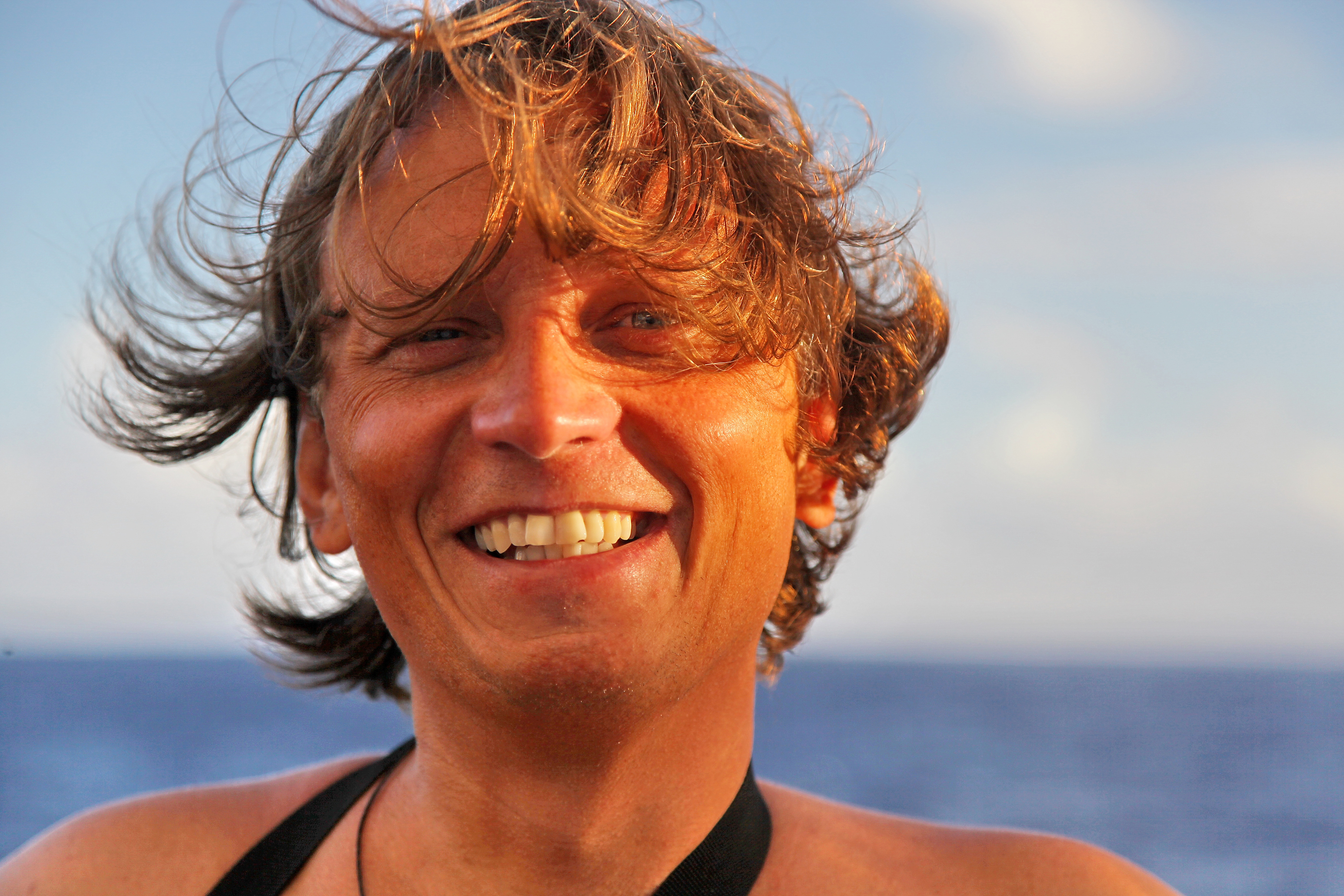
Leonid Leonidowitsch Kruglow (2012)

Leonid Leonidowitsch Kruglow (russisch Леонид Леонидович Круглов; * 11. April 1970 in Moskau) ist ein sowjetisch-russischer Fotograf, Forschungsreisender und Ethnograph.

## Leben
Kruglows Vater Leonid Leonidowitsch Kruglow (* 1947) arbeitete beim sowjetischen Fernsehen im Fernsehzentrum Ostankino, während die Mutter Irina Lwowna Kruglowa (* 1949) für den Hörfunk arbeitete. Kruglow besuchte die 128. Moskauer Mittelschule.
Nach dem Wehrdienst in der Sowjetarmee 1988–1989 studierte Kruglow am Moskauer Pädagogischen Institut in der Historischen Fakultät mit Abschluss 1991. Daneben  arbeitete er beim Fernsehen. Er begann als Hausmeister-Assistent,  wurde Korrespondent, Journalist und dann Regisseur.
Kruglow fotografierte während seiner Reisen viel, sodass er Fotoausstellungen über Zaire und Uganda (1992), den Sudan (1993) und Kuba (1995–1996) durchführte. Von 1997 bis 2003 leitete er Projekte des Moskauer Miklucho-Maklai-Instituts für Ethnologie und Anthropologie der Russischen Akademie der Wissenschaften zur Erstellung von Fotosammlungen der Kultur der Völker Papua-Neuguineas, Sibiriens und insbesondere der Republik Tuwa, Amazoniens, Zentralafrikas und anderer Regionen.
Mit einem Segelschiff führte Kruglow 2012  eine Weltumsegelungsexpedition auf den Spuren Adam Johann von Krusensterns und Juri Lissjanskis durch. Es folgten Filme über russische Forschungsreisende und die erste russische Weltumsegelung.
Das Ergebnis des großangelegten vierjährigen Expeditionsprojekts zur Erforschung des Nördlichen Seewegs (2016–2019) ist ein Dokumentarfilm über die Entdeckungen der arktischen Regionen Russlands durch Semjon Deschnjow und seine Nachfolger.
Kruglow ist verheiratet mit Olga Anatoljewna Kruglowa (* 1978, Oblast Archangelsk), die eine eigene Werkstatt für Nähtechnik besitzt und ausbildet. Sie haben eine Tochter Alissa (* 2016).